# Toile choroïdienne

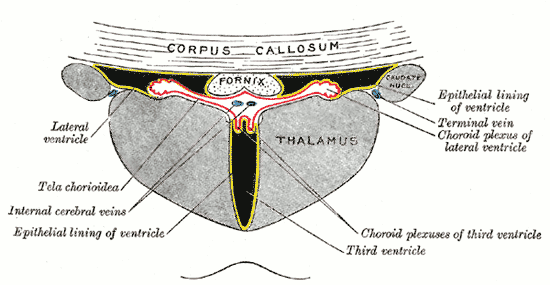
Schéma des méninges avec les toiles choroïdiennes à gauche.

Les toiles choroïdiennes (également : Tela choroidea ) est une couche de tissu conjonctif riche en vaisseaux formé à partir des méninges molles ( pia mater ). De là, de petits vaisseaux entrent et sortent pour former le plexus choroïde , qui forme le liquide céphalo-rachidien .
Une tela chorioidea se produit dans la pars centralis et la corne inférieure du ventricule latéral , dans la zone du foramen interventriculaire, dans le 3e le (bord supérieur uniquement) et le 4e ventricule, .

## Structure du cerveau
Dans les ventricules latéraux, la « toile choroïdienne » un double pli de la pia mater et de l'épendyma, produit la fissure choroïdienne. La fissure choroïdienne a la forme d'un C, s'étend entre le fornix et le thalamus dans le corps du ventricule, et entre la stria terminalis et la fimbria hippocampique dans la corne inférieure, et est le lieu d'attachement des marges du plexus choroïde,. Dans la fissure choroïdienne des ventricules latéraux, la tela choroidea est une extension latérale de la tela choroidea du troisième ventricule.

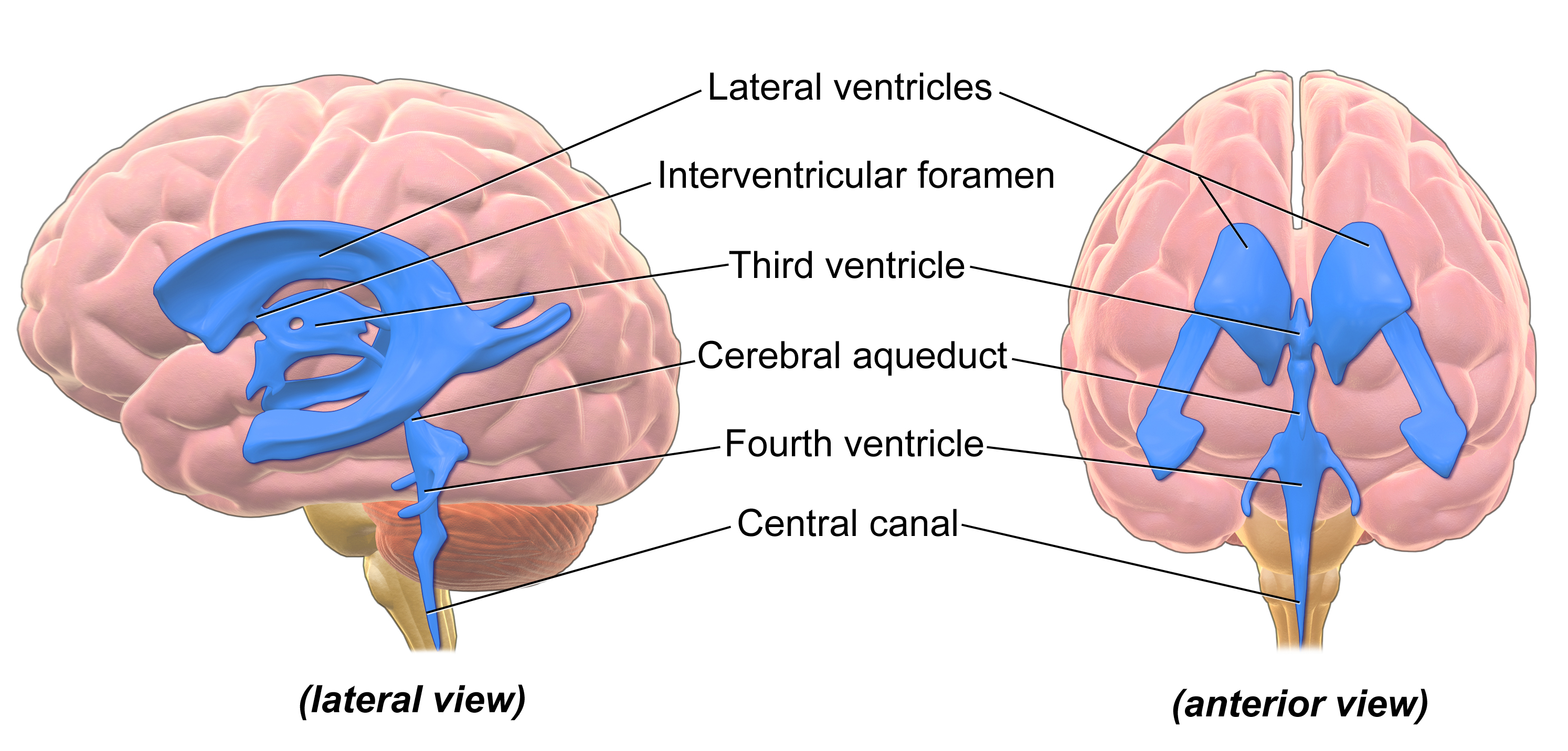
Ventricules du cerveau